# ステリルスルファターゼ
ステリルスルファターゼ(Steryl-sulfatase)またはステロイドスルファターゼ(Steroid sulfatase)は、ステロイドの代謝に関連するスルファターゼ酵素である。STS遺伝子によりコードされる。かつては、アリルスルファターゼC(arylsulfatase C)とも呼ばれた。系統名は、ステリル硫酸 スルホヒドロラーゼ(steryl-sulfate sulfohydrolase)である。

## 反応
この酵素は、以下の化学反応を触媒する。
3β-ヒドロキシアンドロスト-5-エン-17-オン-3-硫酸 + 水{\displaystyle \rightleftharpoons }3β-ヒドロキシアンドロスト-5-エン-17-オン + 硫酸
関連するいくつかのステリル硫酸にも作用する。

## 機能
この遺伝子によりコードされるタンパク質は、ステロイド硫酸前駆体からステロイドへの変換を触媒する。これには、デヒドロエピアンドロステロン硫酸、エストロン硫酸、プレグネノロン硫酸、コレステロール硫酸やこれらの非共役型であるデヒドロエピアンドロステロン、エストロン、プレグネノロン、コレステロール等が含まれる。このタンパク質は、小胞体内にホモ二量体として存在する。

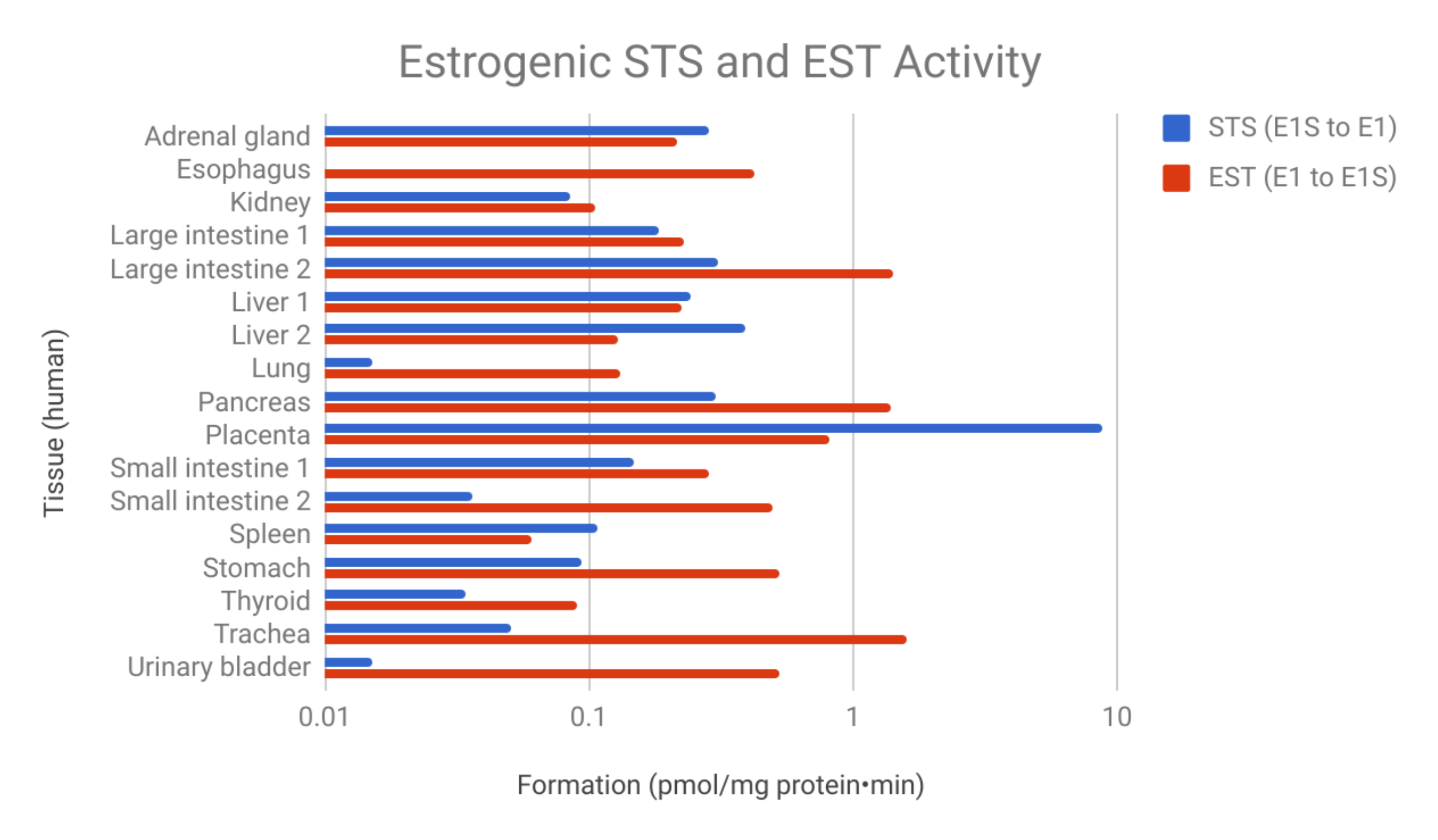
ヒト成人組織におけるステリルスルファターゼ（エストロゲン硫酸→エストロゲン）とエストロゲンスルホトランスフェラーゼ（エストロゲン→エストロゲン硫酸）の活性の分布

## 臨床
この酵素の先天性欠損は、男性の2000人から6000人に1人が発症するX連鎖性魚鱗癬に関連する。過剰な皮膚の剥離や過角化は、外皮の細胞膜を安定化し凝集させるコレステロール硫酸が分解されずに蓄積するのが原因である。
また、ステリルスルファターゼを含む遺伝子の欠損は、発達障害及び気分障害、また男性の心房細動や心房粗動のリスクの増加と関連する。
デヒドロエピアンドロステロン硫酸やエストロン硫酸のようなステロイド硫酸は、各々アンドロゲン、エストロゲンに変換可能な不活性貯蔵物質となりうるため、前立腺癌、乳癌、子宮内膜症等のアンドロゲン依存性状態やエストロゲン依存性状態にとって重要である。
そのためこの酵素の阻害剤について多くの臨床試験が実施されており、特に腫瘍に対し、これまで第II相の臨床的有用性が実証されている。非ステロイド薬であるイロススタットが最もよく研究されている。

## 阻害剤
ステリルスルファターゼの阻害剤には、イロススタット、スルファミン酸エストロン、スルファミン酸エストラジオール、ダナゾール等がある。最も有力なものは、アリルスルファミン酸ファーマコフォアに基づいたもので、このような化合物は、酵素の活性部位にあるホルミルグリシンを不可逆的に修飾すると考えられている。